# Еникеева, Диля Дэрдовна
Диля Дэрдовна Еникеева (род. 28 января 1951, Уфа) — российский психиатр, кандидат медицинских наук (1981), литератор.

## Биография
Диля Еникеева родилась в медицинской семье (её родители — психиатры). Отец — доктор медицинских наук, профессор Дэрд Галиевич Еникеев (1925—2016), участник Великой Отечественной войны, в 1973—1996 годах — заведующий кафедрой психиатрии, наркологии и психотерапии Казанской государственной медицинской академии, соавтор Шкалы оценки ремиссий при шизофрении Авруцкого-Еникеева (1957). Мать — кандидат медицинских наук Раиса Набиевна Галеева (1927—2000), заслуженный врач Татарстана. Брат — Искандер Дэрдович Еникеев — психиатр.
Еникеева окончила 3-й московский медицинский институт в 1974 году.
В 1976—1989 годах работала на кафедре психиатрии 2-го московского медицинского института.
В 1981 году в Ленинградском психоневрологическом институте имени В. М. Бехтерева защитила диссертацию на соискание учёной степени кандидата медицинских наук по теме «Диагностика злоупотребления снотворными и транквилизаторами в общемедицинской практике».
Диля Еникеева автор научно-популярных книг и «чувственных детективов».

## Критика
Дмитрий Быков отозвался о Диле Еникеевой так:

Диля Еникеева обслуживает примерно ту же аудиторию, которая смотрит «Аншлаг». Величайшей несправедливостью было бы думать, что этим людям не нужен психолог. Я рискнул бы даже предположить, что им нужен психиатр, но сами они думают иначе…
Не сомневаюсь, что в оригинале Диля Дэрдовна — действительно учёный, вдобавок сопредседатель Российской ассоциации сексологов, о которой многие сексологи, впрочем, ничего не слышали.

В журнале «Новый мир» литературный критик Е. А. Ермолин написал, что «Как психолог она просто банальна».
М. Бейлькин с соавторами назвали её гомофобом, а российский сексолог И. С. Кон писал, что Еникеева — не сексолог, а «скандальная бульварная писательница». Он утверждает, что ни научной степени, ни учёного звания у Еникеевой нет, поскольку степени «доктор психологии» в России не существует, а профессорское звание было ей присвоено не научной, а, по словам Кона, коммерческой организацией. Кон обвиняет Еникееву в безграмотности, приводя в качестве примера объяснение ею происхождения слова «онанизм» — Еникеева называет Онана «одним из библейских богов».